# Metro w Niżnym Nowogrodzie
Metro w Niżnym Nowogrodzie (ros. Нижегородское метро, Niżegorodskoje mietro) – system metra w Niżnym Nowogrodzie otwarty w 1985 roku, składający się z 15 stacji i dwóch linii (Awtozawodskaja i Sormowskaja). Dwie linie liczą razem 21,6 km. W 2015 roku metro przewoziło średnio 97 tys. osób dziennie.

## Historia
Plany budowy metra w Niżnym Nowogrodzie narodziły się w czasie, gdy powstała radziecka koncepcja zakładająca budowę systemu metra w każdym mieście powyżej miliona mieszkańców. Niżny Nowogród osiągnął wymaganą liczbę ludności na przełomie lat 50. i 60. XX wieku, jednak pierwsze pomysły na zrealizowanie sieci pojawiły się dopiero w 1970 r. Do projektowania pierwszej linii przystąpiono w październiku 1973 r. i ukończono je w listopadzie dwa lata później. 15 lipca 1977 r. Rada Ministrów ZSRR wydała rozporządzenie o budowie metra, a pierwsze prace rozpoczęły się 17 grudnia tego samego roku.
Według ówczesnych projektów sieć miała składać się z dwóch linii:
- M1 łączącej położone na lewym brzegu Oki zakłady przemysłowe na południu i osiedla mieszkaniowe północy,
- M2 łączącej osiedla mieszkaniowe na zachodzie z historycznym centrum na wschodzie.

Początkowo podjęto budowę linii M1 w części prowadzącej przez dzielnicę przemysłową. Pierwszy odcinek prowadzący od stacji węzłowej Moskowskaja do stacji Poletarskaja liczył 7,8 km i sześć stacji. Inauguracja sieci, jako dziesiątej w Związku Sowieckim, odbyła się 19 listopada 1985 roku na podstawie rozporządzenia Ministerstwa Kolei z lutego, a kursy regularne uruchomiono dzień później. Pierwsze trzy składy metra dotarły do miasta we wrześniu 1985 roku. Tym samym był to trzeci system w Rosyjskiej FSRR.
8 sierpnia 1987 r. linia została przedłużona o dwie nowe stacje w kierunku południowym. Po upadku ZSRR tempo budowy kolejnych stacji uległo znacznemu spowolnieniu, powodem były problemy gospodarcze, a przede wszystkim fakt, że z budżetu państwa nie płynęły już subwencje na budowę systemów metra.
Pomimo tych trudności 20 grudnia 1989 r. linię M1 wydłużono do stacji końcowej Park Kultury, a w 1993 roku zdołano uruchomić drugą linię metra rozciągającą się pomiędzy stacjami Moskowskaja i Burnakowskaja. W 1993 r. ruszyła też budowa stacji Jarmarka na linii M1, jednak szybko zdecydowano o priorytecie dla ukończenia nowego mostu przez Okę. W następnych latach prace przy budowie nowych części sieci nie były jednak prowadzone, w związku z czym rozpoczęta w 1992 r. budowa mostu została ukończona dopiero w 2012 r. (ruch samochodowy uruchomiono jeszcze w 2009 r.).
9 września 2002 r. otwarto odcinek drugiej linii. Od czasu uruchomienia drugiej linii pociągi linii M1 na węzłowej stacji Moskowskaja zmieniały kierunek jazdy i stronę ruchu, kontynuując kurs jako linia M2.
W 2012 r. została ukończona budowa mostu i odcinka linii do stacji Gorkowskaja w centrum. Dzięki doprowadzeniu metra do centrum miasta liczba pasażerów w tym środku transportu wzrosła o 75% i wynosiła ok. 183 tys. podróżnych dziennie. Od czasu uruchomienia odcinka do stacji Gorkowskaja skierowano tam większość kursów linii oznaczonych jako M1, natomiast co drugi (poza szczytem co trzeci) kurs ze stacji węzłowej Moskowskaja jest kierowany jako linia M2 do stacji Burewiestnik – tym samym liniom M1 i M2 zamieniono planowane krańcówki i odtąd linia M1 docierała na prawy brzeg rzeki, natomiast linia M2 miała być przedłużana do osiedli mieszkaniowych na północy miasta.
Na wspólnym odcinku częstotliwość kursów w godzinach szczytu wynosiła wówczas 3–6 minut, na odcinku linii M1 do stacji Gorkowska 6 minut, a na odcinku linii M2 do stacji Burewiestnik 12–13 minut. Metro funkcjonuje od 5:15 rano do północy.
Dalsze prace przy linii M2 na północy miasta były związane z organizacją w 2018 r. mistrzostw świata w piłce nożnej. W ramach projektu przygotowań do mistrzostw zaplanowano doprowadzenie linii do stacji Strielka przy stadionie, natomiast zrezygnowano przejściowo z dokończenia budowy wcześniejszej stacji Jarmarka. Po ukończeniu tego etapu inwestycji zaplanowano pełne rozdzielenie linii M1 i M2, dla których zaplanowano częstotliwości 3,5 minuty (M1) i 6 minut (M2). Pomimo rozdzielenia ruchu, planowane jest utrzymanie ruchu lewostronnego na linii M2. Stacja metra Strelka została otwarta 13 czerwca 2018 roku.
W dalszej kolejności zaplanowano wydłużenie linii M2 do stacji końcowej Wołga i dokończenia stacji Jarmarka.
W 2022 roku rozpoczęto budowę stacji Płoszczad Swobody i Sennaja Płoszczad na Górnym Mieście. W 2023 roku rozpocznie się budowa stacji Sormowskaja, która będzie pierwszą stacją w dzielnicy miejskiej Sormowskij.

## Tabor
Tabor nowogrodzkiego metra obejmuje:
- 31 wagonów 81-717
- 31 wagonów 81-714
- 4 wagony 81-717.5
- 6 wagonów 81-714.5
- 5 wagonów 81-717.5D
- 3 wagony 81-714.5D

Wagony kursują zestawione w pociągi złożone z 4 wagonów.

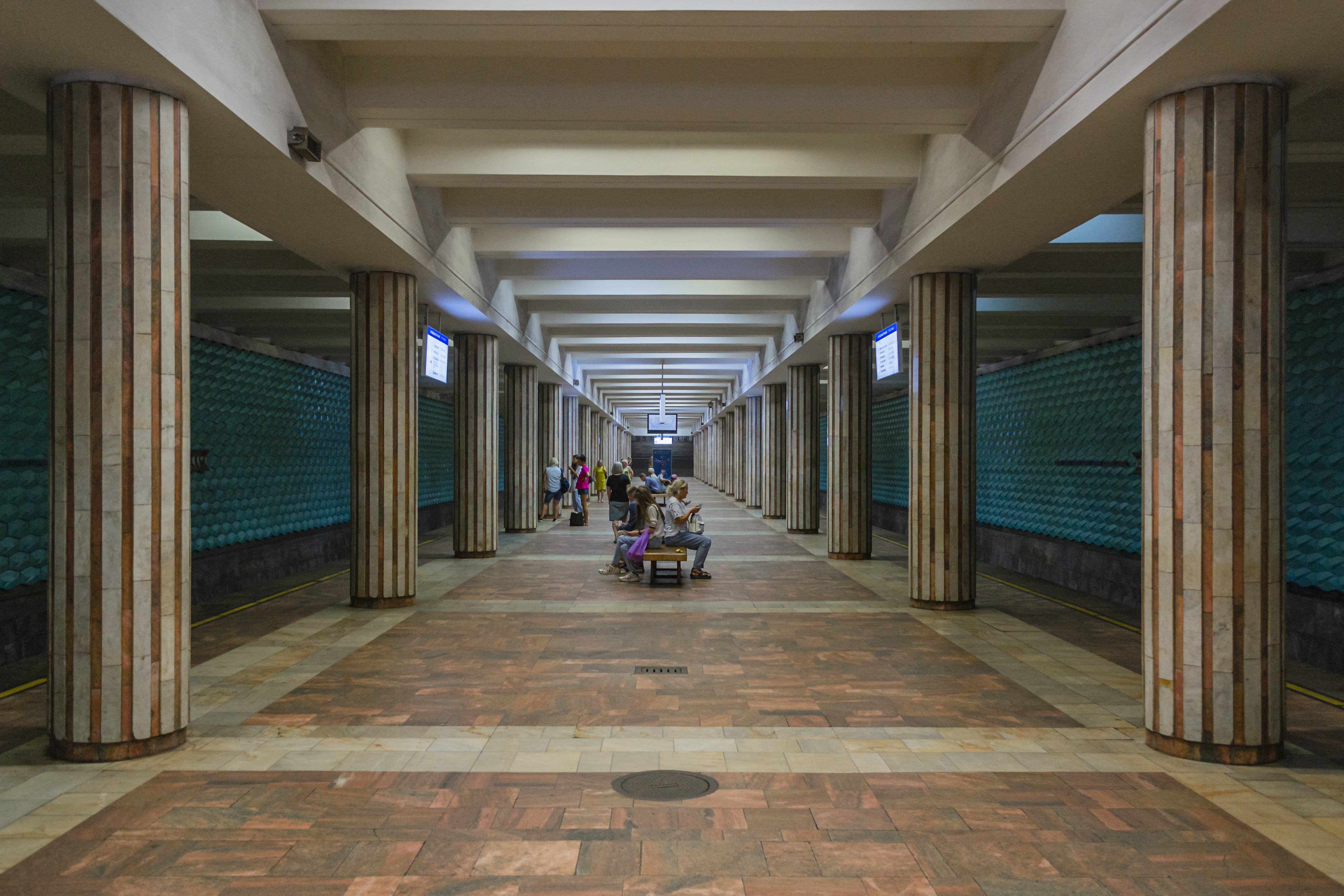
Stacja Zarecznaja
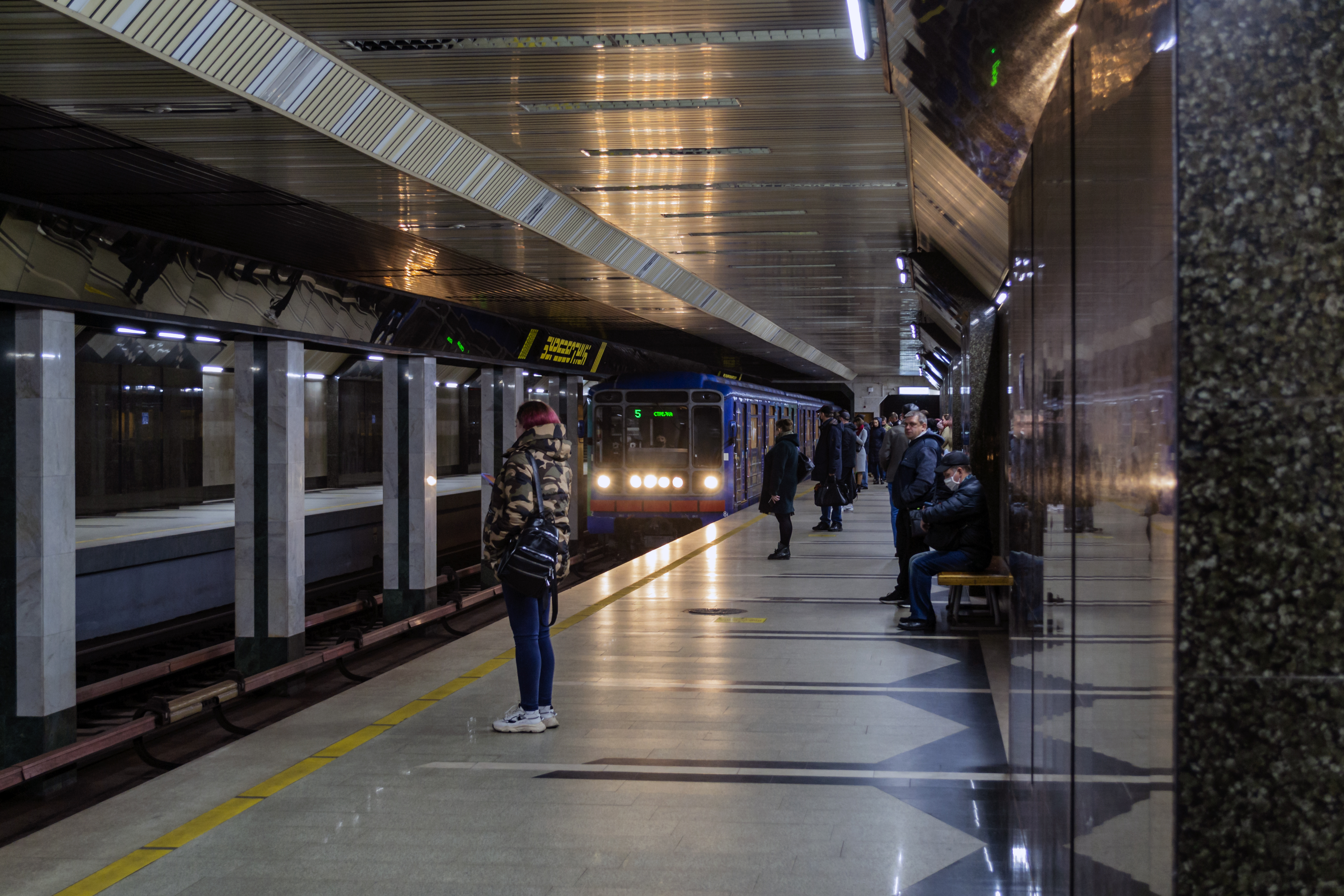
Pociąg na stacji Burevestnik
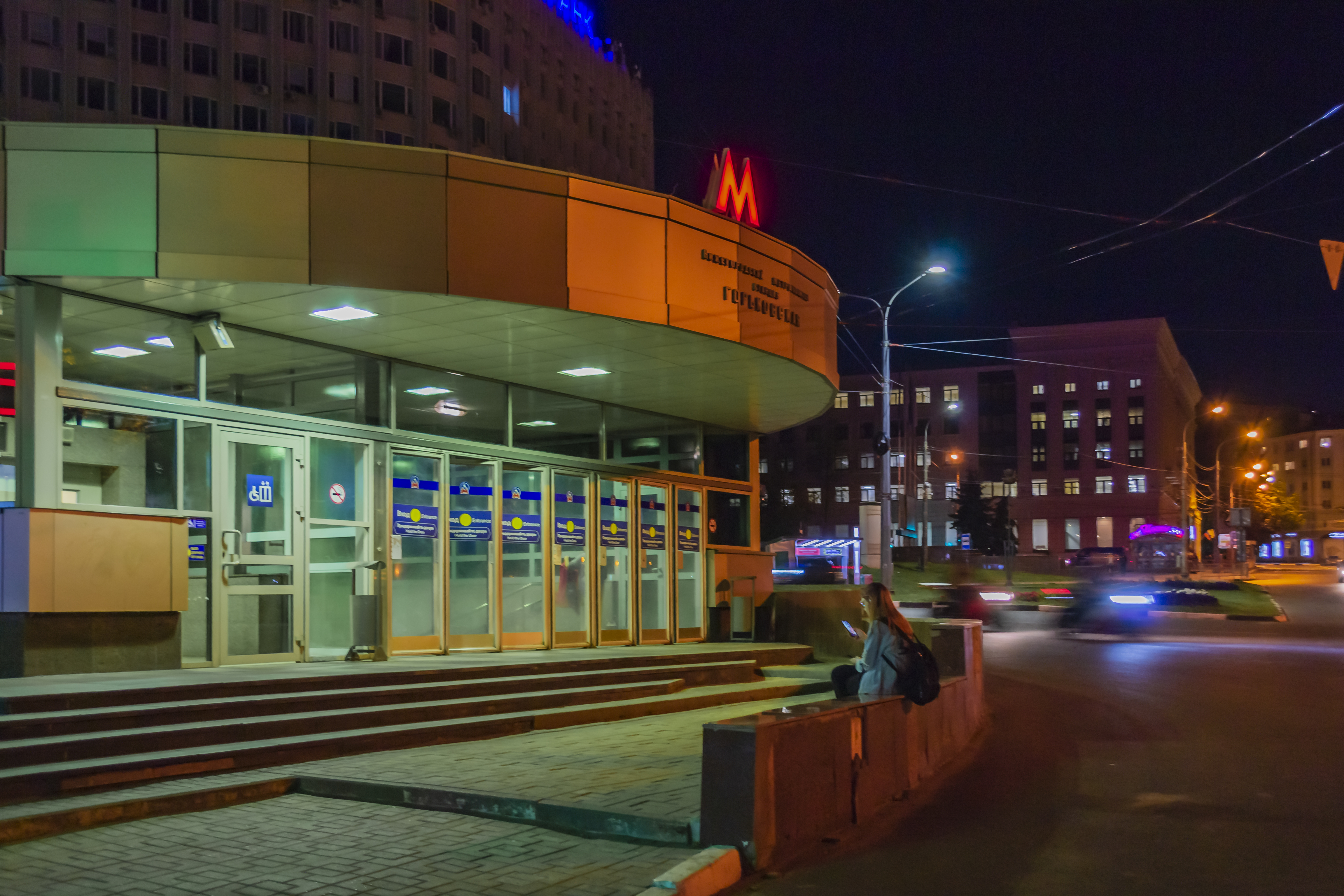
Wejście do stacji Gor'kowskaja
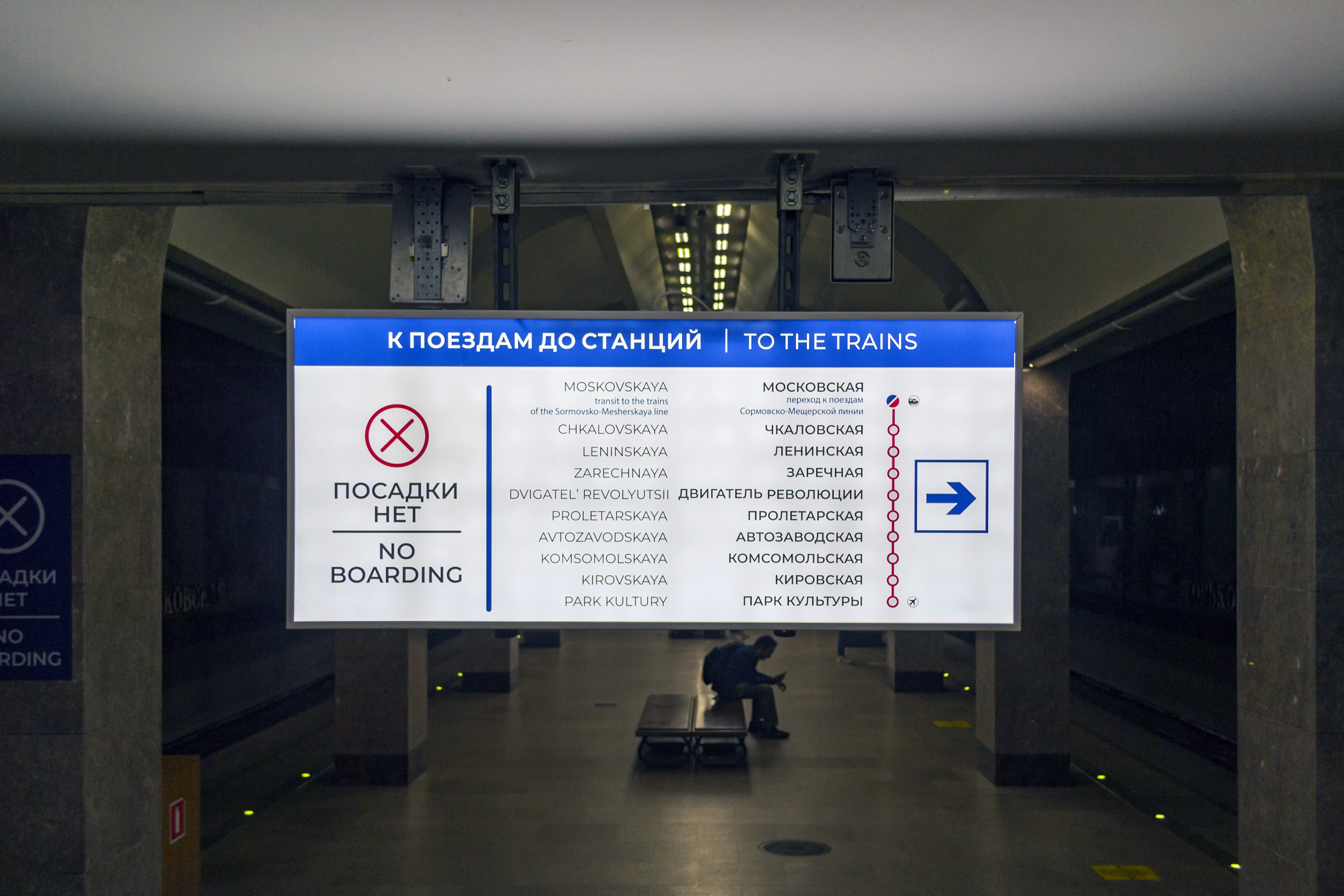
Drogowskaz na stacji Gor'kovskaja
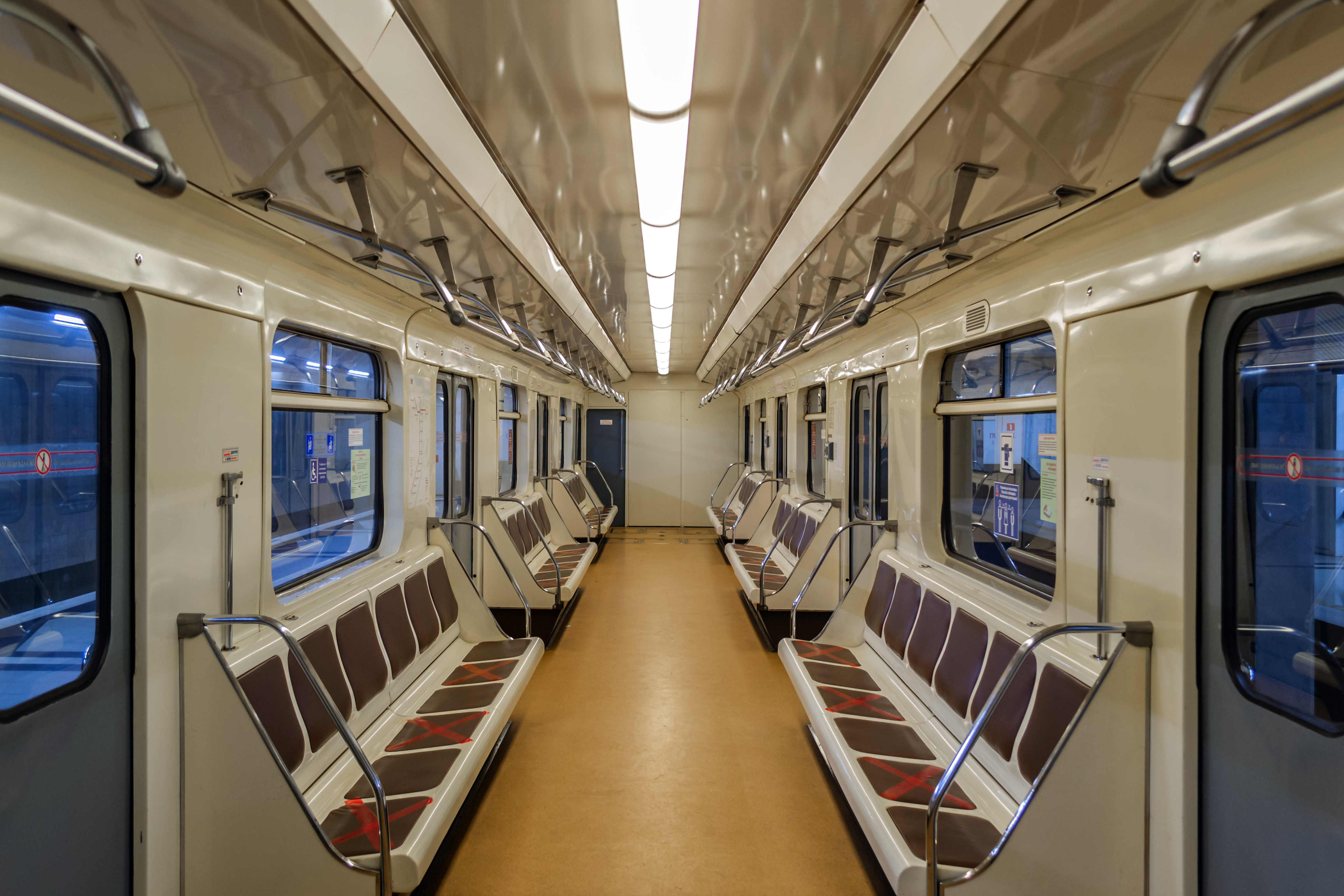
Wewnątrz wagonu metra
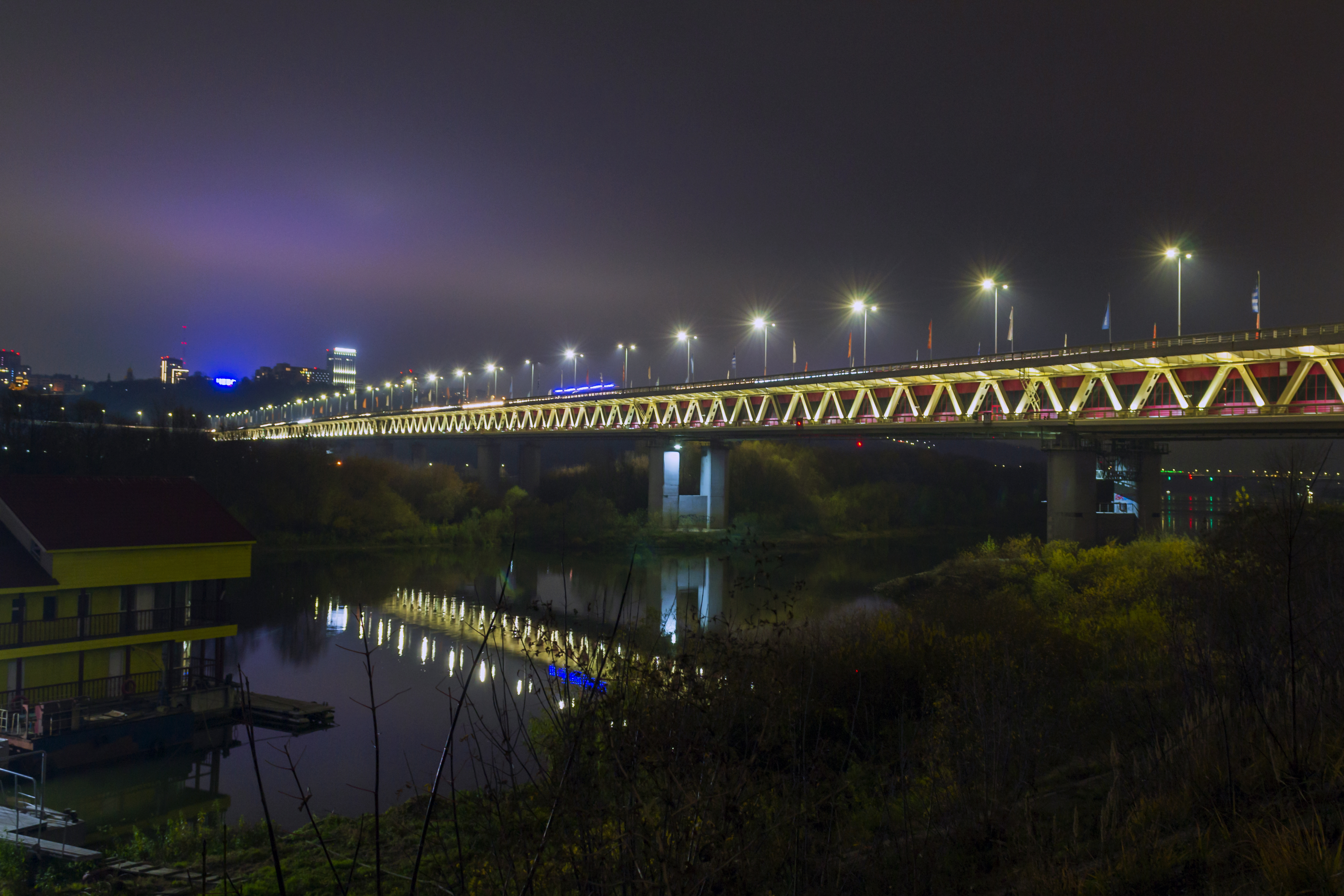
Most dla metra nad Oką
Schemat sieci metra
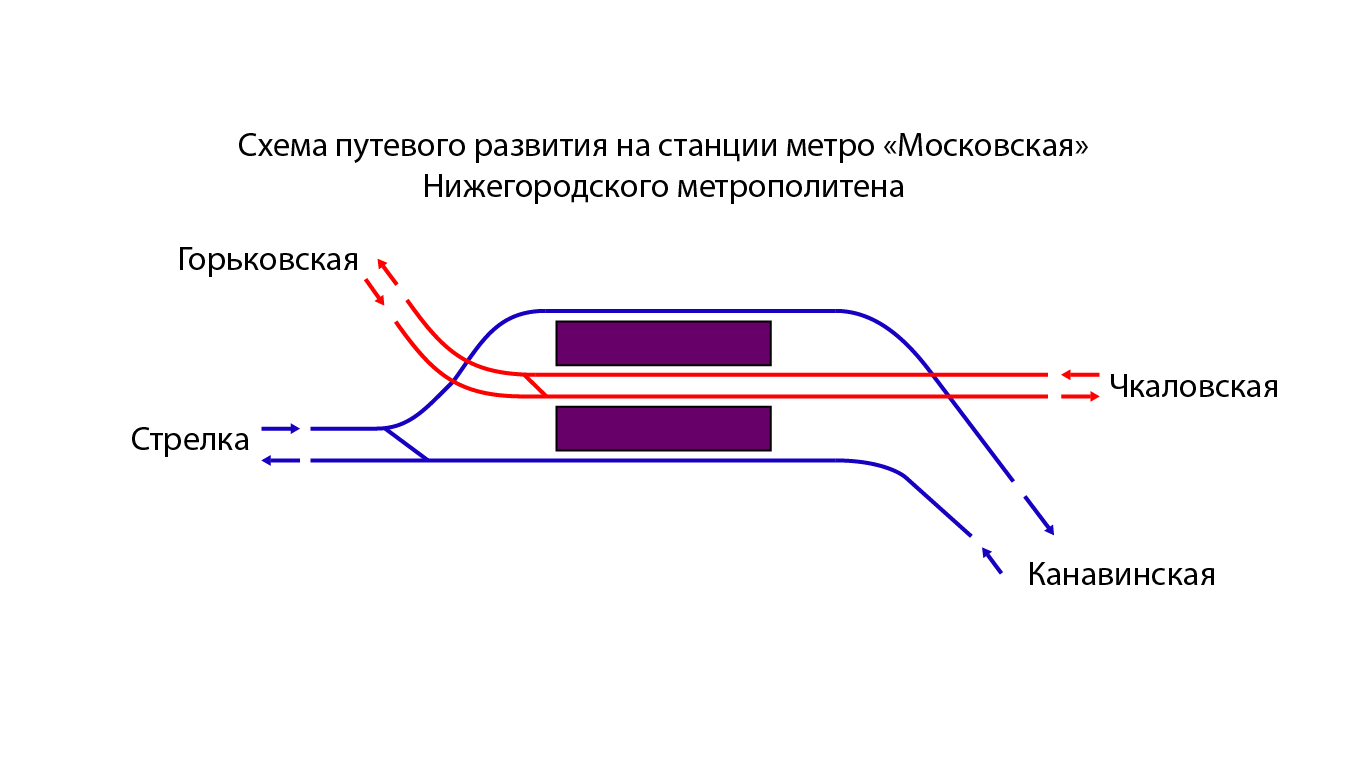
Schemat układu torowego na stacji Moskowskaja
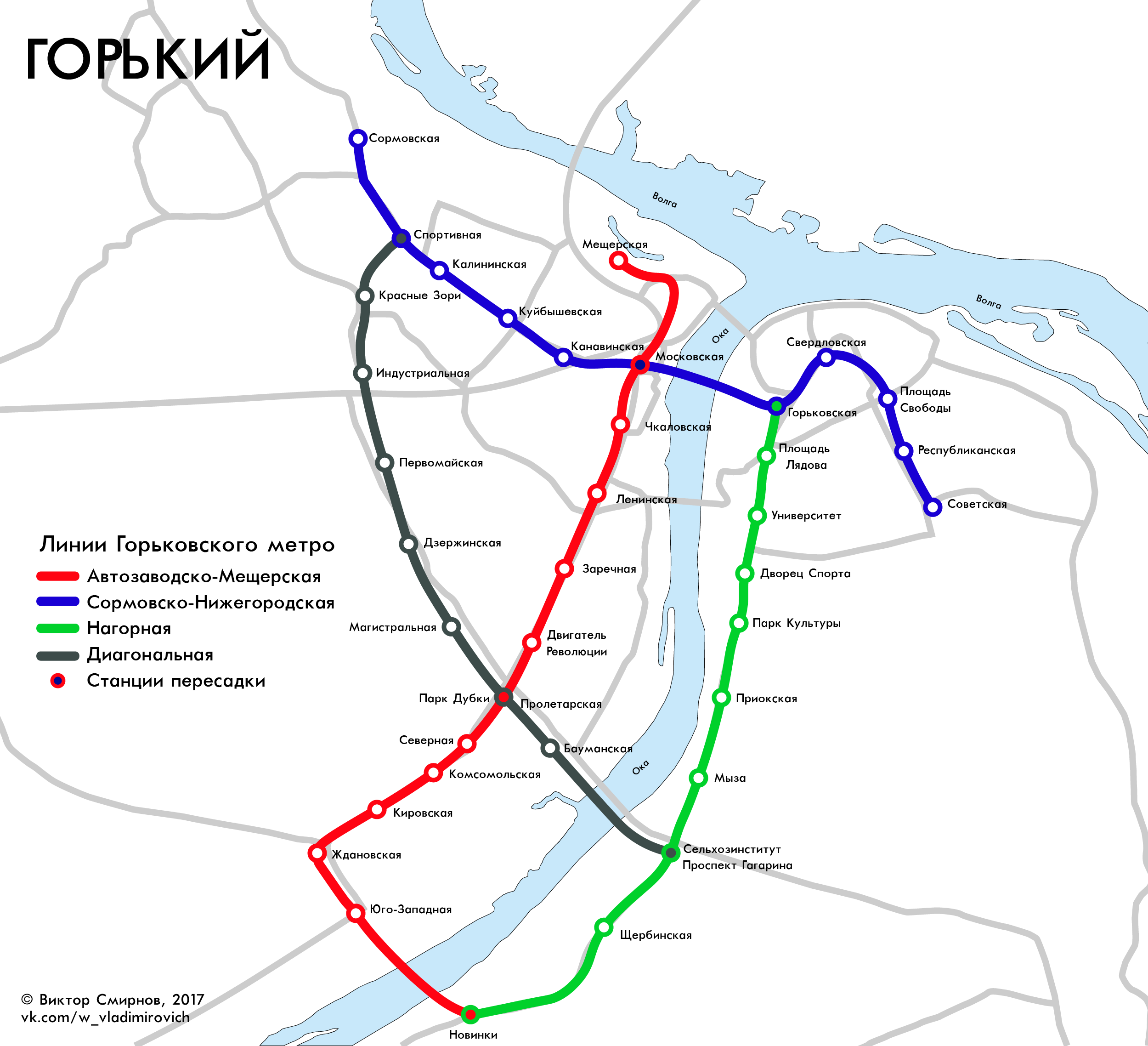
Projekt sieci z 1982 r.
Projekt sieci metra po 2025 r.
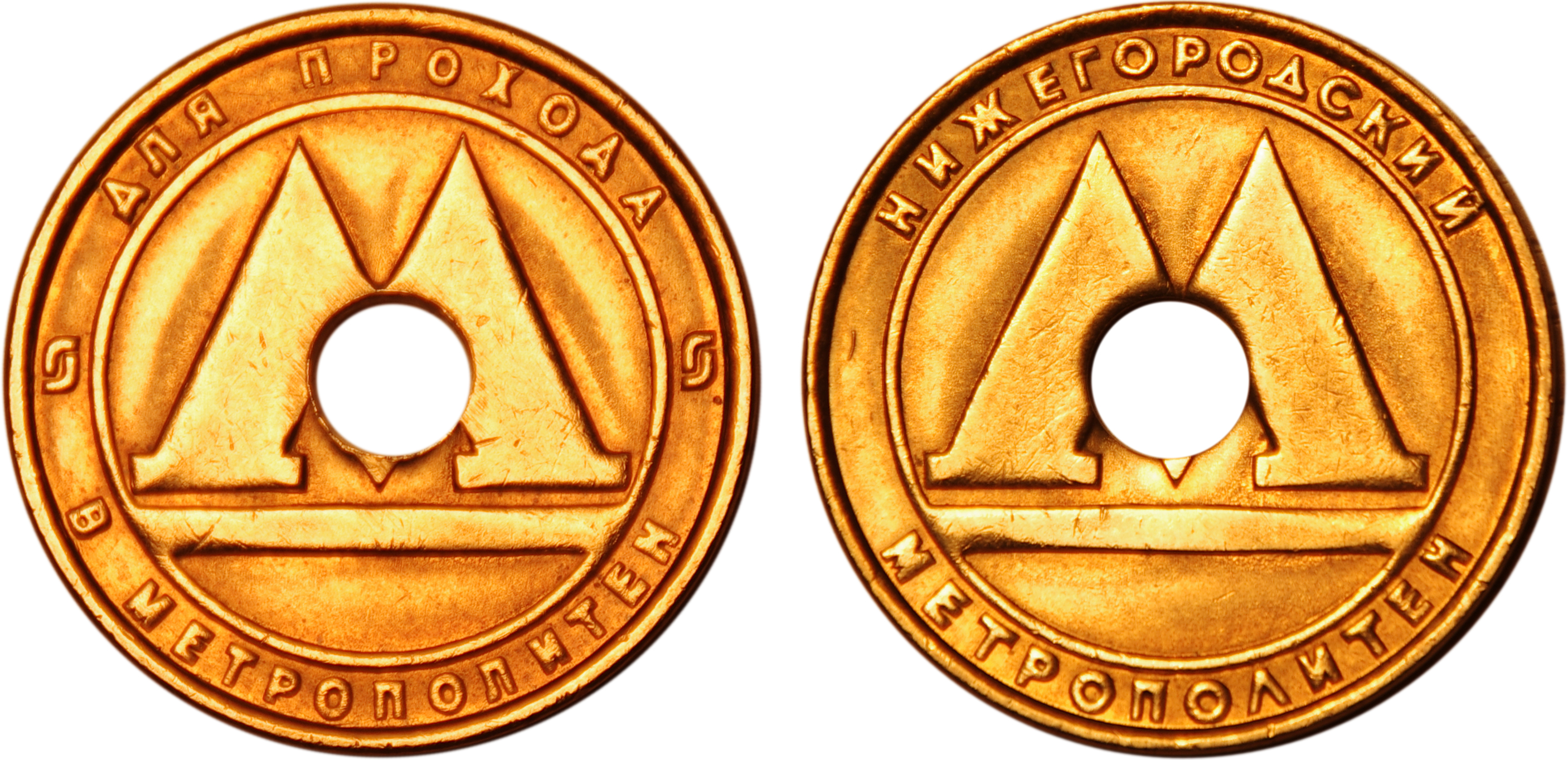
Żetony do metra z 2011 r.